# Ptilostomis postica
Ptilostomis postica är en nattsländeart som först beskrevs av Walker 1852.  Ptilostomis postica ingår i släktet Ptilostomis och familjen broknattsländor. Inga underarter finns listade i Catalogue of Life.